# Режим электронной кодовой книги

Шифрование в режиме ECB

Расшифрование в режиме ECB

Режим электронной кодовой книги (англ. Electronic Codebook, ECB) — один из вариантов использования симметричного блочного шифра, при котором каждый блок открытого текста заменяется блоком шифротекста. В ГОСТ 28147—89 называется режимом простой замены.
Шифрование может быть описано следующим образом:
{\displaystyle C_{i}=E_{k}\left(P_{i}\right)}
где {\displaystyle i} — номера блоков, {\displaystyle C_{i}} и {\displaystyle P_{i}} — блоки зашифрованного и открытого текстов соответственно, а {\displaystyle E_{k}} — функция блочного шифрования. Расшифровка аналогична:
{\displaystyle P_{i}=D_{k}\left(C_{i}\right)}

## Преимущества
- Нет необходимости в последовательном применении функции шифрования к потоку открытого текста. Допустимо сначала зашифровать, например, начало файла, потом конец, потом середину. Как следствие, шифрование может быть параллельным.

## Недостатки
- Блоки могут пропадать или появляться. Злоумышленник может перехватить блок и продублировать его, и со стороны приёмника он будет воспринят как «правильный».
- При использовании одного ключа идентичные блоки открытого текста шифруются в идентичные блоки зашифрованного текста; таким образом, этот метод плохо скрывает структуру данных, что также делает его неустойчивым к статистическому анализу. Если шифруемое сообщение содержит два повторяющихся элемента с периодом  повторения, кратным размеру блока, то в зашифрованном тексте появится два одинаковых блока. Многие форматы файлов подразумевают использование стандартных заголовков или наличие блоков одинаковых символов, и шифрование таких файлов приведёт к появлению повторяющихся блоков в шифротексте. Данная особенность режима ECB делает его непригодным для безопасного практического применения в большинстве случаев.[1]

Режим устойчив к ошибкам, связанным с изменением битов блока (ошибка не распространяется на другие блоки), но неустойчив к ошибкам, связанным с потерей или вставкой битов, если не используется дополнительный механизм выравнивания блоков.